# بطولة أوروبا للألعاب المائية 1947
بطولة أوروبا للألعاب المائية 1947 هو الموسم السادس من بطولة أوروبا للألعاب المائية، عقد في الفترة 10–14 سبتمبر من 1947، وجرت المنافسات في مدينة مونت كارلو، موناكو، ونظمت من قبل الاتحاد الأوروبي للسباحة.

## النتائج
| م        | الذهبية | الفضية   | البرونزية |
| -------- | ------- | -------- | --------- |
| الفائزين | فرنسا   | الدنمارك | المجر     |